# Stratford (Ontario)
Stratford – miasto (ang. city) w Kanadzie, w prowincji Ontario, w hrabstwie Perth.
Liczba mieszkańców Stratford wynosi 30 461. Język angielski jest językiem ojczystym dla 91,5%, francuski dla 0,7% mieszkańców (2006).
Ze Stratford pochodzi Justin Bieber.
W Stratford znajduje się jeden z kampusów Uniwersytetu Waterloo.

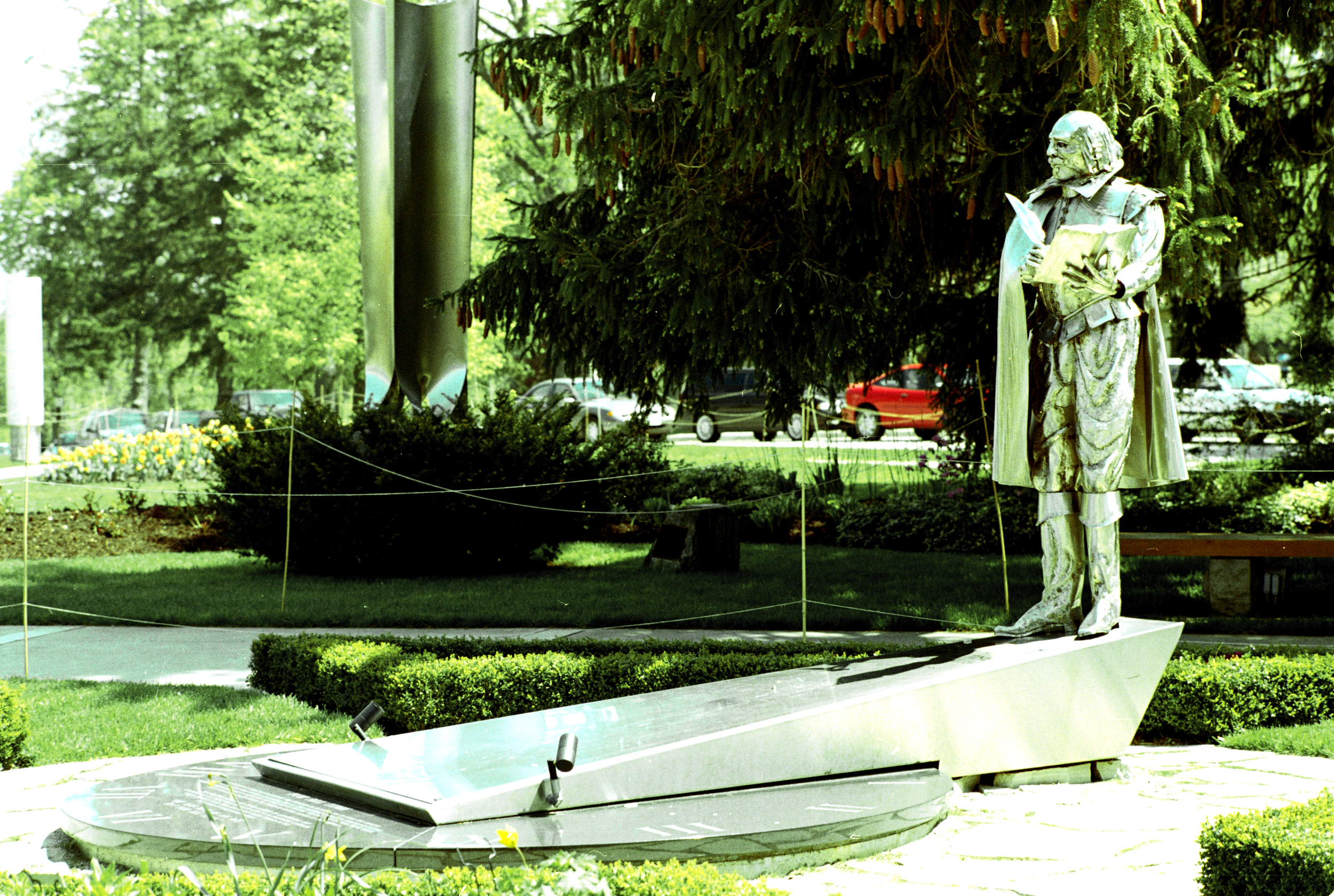
Pomnik Williama Szekspira.